# Nazionale olimpica di calcio della Costa Rica
La Nazionale olimpica costaricana di calcio è la rappresentativa calcistica della Costa Rica che rappresenta l'omonimo stato ai Giochi olimpici.

## Storia

### Giochi olimpici
A Mosca 1980 fu il debutto tricolor in questa competizione. Sotto la guida dello spagnolo Antonio Moyano Reina, la Costa Rica non ottenne un solo punto.
Sconfitte per 0-3 contro l'Iraq e Finlandia e per 2-3 contro la Jugoslavia definirono l'eliminazione della seleccion alla fredda Mosca.
Quattro anni più tardi, lo stesso tecnico di Mosca 80, Antonio Moyano Reina, portola Costa Rica ai Giochi olimpici di Los Angeles 1984, dove nonostante un lieve miglioramento la seleccion non passò il primo turno.
Goleade contro Stati Uniti 0-3 ed Egitto 1-4, furono determinanti nell'eliminazione. Tuttavia, ottenne un trionfo più che storico contro l'Italia per 1-0, con gol di Enrique Rivers.
Ci sono voluti 20 anni per tornare in una Olimpiade, e ciò succedè ad Atene 2004, quando la selezione che diresse Rodrigo Kenton riuscì per la prima volta nella competizione, il passaggio alla seconda fase.
Un pareggio senza gol contro il Marocco, una sconfitta contro l'Iraq ed un trionfo storico contro il Portogallo 4-2 diedero alla Costa Rica la qualificazione alla seconda fase.
Tuttavia, nei quarti di finale la tricolor cadde contro la gran favorita Argentina 0-4.

## Statistiche dettagliate sui tornei internazionali

### Giochi olimpici
| Anno | Luogo             | Piazzamento      | V | N | P | Gol |
| ---- | ----------------- | ---------------- | - | - | - | --- |
| 1952 | Helsinki          | Non partecipante | - | - | - | -   |
| 1956 | Melbourne         | Non partecipante | - | - | - | -   |
| 1960 | Roma              | Non partecipante | - | - | - | -   |
| 1964 | Tokyo             | Non partecipante | - | - | - | -   |
| 1968 | Città del Messico | Non qualificata  | - | - | - | -   |
| 1972 | Monaco di Baviera | Non partecipante | - | - | - | -   |
| 1976 | Montréal          | Non qualificata  | - | - | - | -   |
| 1980 | Mosca             | Primo turno      | 0 | 0 | 3 | 2:9 |
| 1984 | Los Angeles       | Primo turno      | 1 | 0 | 2 | 2:7 |
| 1988 | Seul              | Non partecipante | - | - | - | -   |
| 1992 | Barcellona        | Ritirata         | - | - | - | -   |
| 1996 | Atlanta           | Non qualificata  | - | - | - | -   |
| 2000 | Sydney            | Non qualificata  | - | - | - | -   |
| 2004 | Atene             | Quarti di finale | 1 | 1 | 2 | 4:8 |
| 2008 | Pechino           | Non qualificata  | - | - | - | -   |
| 2012 | Londra            | Non qualificata  | - | - | - | -   |
| 2016 | Rio de Janeiro    | Non qualificata  | - | - | - | -   |
| 2020 | Tokyo             | Non qualificata  | - | - | - | -   |
| 2024 | Parigi            | Non qualificata  | - | - | - | -   |

## Tutte le rose

### Giochi olimpici
Calcio ai Giochi Olimpici Estivi 19801 Morales, 2 Masís, 3 García, 4 Toppings, 5 Jiménez, 6 Marshall, 7 Hernández, 8 Velásquez, 9 White, 10 Álvarez, 11 Obando, 12 Alpízar, 13 Ávila, 14 Arroyo, 15 Fernández, 16 Quesada, 17 Duarte, CT: Moyano
Calcio ai Giochi Olimpici Estivi 19841 Rojas, 4 Hines, 5 Obando, 6 Chavarría, 7 Cayasso, 8 Santana, 9 Flores, 10 Rivers, 11 Coronado, 12 Alpízar, 13 Toppings, 14 Guardia, 15 Díaz, 16 Solano, 17 Simpson, 18 Galagarza, 22 González, CT: Moyano
Calcio ai Giochi Olimpici Estivi 20041 Bolívar, 2 Rodríguez, 3 Salazar, 4 Umaña, 5 Myrie, 6 Wilson, 7 Scott, 8 López, 9 Brenes, 10 Granados, 11 Saborío, 12 Araya, 13 Vallejos, 14 Villalobos, 15 Díaz, 16 Hernández, 17 Arrieta, 18 Drummond, CT: Kenton